# Vico Equense
Vico Equense – miejscowość i gmina we Włoszech, w regionie Kampania, w prowincji Neapol.
Według danych na rok 2004 gminę zamieszkiwało 20 048 osób, 691,3 os./km².